# Rancho Waggoner
O Rancho Waggoner é um rancho histórico no norte do Texas localizado 13 milhas (aprox. 21 km) ao sul de Vernon, Texas. A terra foi usada principalmente para cultivo, gado de corte e cavalos, bem como para a produção de petróleo. Era notável por ser o maior rancho dentro de uma cerca nos Estados Unidos.   Foi originalmente estabelecido em 1852 perto de Vernon, Texas, por Daniel Wagoner sob o nome de Dan Wagoner & Son; seu filho sendo William Thomas Wagoner.  Foi adquirida por Stan Kroenke, que é casado com Ann Walton (sobrinha de Sam Walton), em fevereiro de 2016. Na época da aquisição, a fazenda compreendia 520,527 acres (aprox. 1.287 km), mas uma área adicional foi incluída na venda, aproximando o total de 535,000 acres (aprox. 2.165 km).

## Localização
O rancho está localizada a oeste de Wichita Falls, Texas, ao sul de Vernon, perto do Red River. Outras cidades próximas incluem Electra e Seymour. É o segundo maior rancho em Texas (depois do Rancho Rei), abrangendo 510,527 acres (aprox. 2.063 km) de terra. Abrange seis condados e tem metade do tamanho de Rhode Island. Partes dele podem ser vistas nas rodovias EUA 183
e 283.
1. ↑  «W. T. Waggoner Estate: Venerable, $725 million ranch about to be sold». 29 de outubro de 2015
2. ↑  American Quarter Horse Association: Waggoner Ranch Arquivado em novembro 29, 2014, no Wayback Machine
3. 1 2 3  Gruley, Bryan (21 de julho de 2015). «You Can Now Buy a Texas Ranch That's the Size of a Small Nation, For $725 Million». Bloomberg Business
4. ↑  Jennings, Jim. «Waggoner Ranch: 1994 Best Remuda Winner». The Quarter Horse Journal. Consultado em 28 de maio de 2016
5. ↑  Gruley, Bryan (9 de fevereiro de 2023). «NFL Owner Stan Kroenke Buys Texas Mega-Ranch Listed for $725 Million». Bloomberg Business. Consultado em 9 de fevereiro de 2023
6. 1 2 3 4 5   Cartwright, Gary (Janeiro de 2004). «Confronto no Wagoner Ranch». Texas Monthly
7. ↑  «Lendário Wagoner Ranch Combinação histórica de antes e agora». 22 de dezembro de 1984